# نایب اسدالله
نایب اسدالله (۱۲۳۱؟ در اصفهان — ۱۳۰۴؟) از موسیقیدانان ایران و استاد نی بوده است.
نایب اسدالله فرزند نایب حسین خان که یکی از هنرمندان آن زمان به شمار می‌رفت از مادرش به نام صاحب جم در شهر اصفهان متولد شد. نایب شاگرد ابراهیم آقا باشی و همچنین پدر هنرمند خویش بود ولی تنها به دلیل علاقه و پشتکار و خلاقیت توانست در زمره یکی از بزرگترین نوازندگان دوران خویش درآید.
وی همراه با ناصرالدین شاه در یک سفر به انگلستان عزیمت کرد و در کنسرت بزرگی که توسط ملکه وقت آن کشور برپا گردیده بود، شرکت جست. در این هنرنمایی بین‌المللی موسیقیدانان و نوازندگان اکثر کشورها شرکت داشته و برنامه‌های هنری متعدد اجرا کردند. در پایان مراسم با اشاره ناصرالدین شاه نایب نی را از جیب خود بیرون آورده و شروع به نواختن آن می‌کند، به طوریکه همه حضار شرکت کننده را مات و مبهوت می‌سازد. ملکه نیز چنان تحت تأثیر این صوت دلنشین واقع می‌گردد که بی‌اختیار گردنبندش را بیرون می‌آورد و بر گردن نایب آویزان می‌کند و رو به حضار می‌گوید: «باید اعتراف کرد این مرد ایرانی با چوبی خشک که بیش از چند سوراخ در آن دیده نمی‌شود چنان غوغایی کرد که تمامی سازهای پیشرفته امروزی را منهدم ساخت.»
نایب اسدالله در یکی از دستگاه‌های موسیقی ایرانی گوشه‌ای اختراع کرده که امروز به نام «بغدادی نایب» معروف می‌باشد.
او به قول خودش کسی بود که «نی را از آغل گوسفندان به دربار پادشاه برد.» او با استادان بزرگ آن زمان نظیر سماع حضور و آقا حسینقلی رابطه نزدیک داشت و آموخته‌ها و تجارب خود را به رایگان در اختیار علاقه‌مندان قرار می‌داد.
قطعاتی از وی که روی استوانه‌های مومی فنوگراف ضبط شده به جای مانده است.
در خاطره ای از نایب اسدالله نقل شده است که:مردی موقر و متین از پل خواجو می‌گذشت تا به مکینه خواجو و خانه‌اش برود. قامتی رشید و حرکاتی موزون داشت. صدایی از دور توجه‌اش را جلب کرد. به‌سوی صدا رفت. پسری جوان در حال نواختن نی بود و الحق خوب می‌نواخت.
کمی گوش سپرد. مهارت جوان، کنجکاوی مرد را برانگیخت. میانه سکوت ساز از جوان پرسید: «جوان! شاگرد که هستی»؟ جوان بی‌درنگ گفت: «شاگرد استاد نایب اسدالله‌ام!»
مرد، چهره در هم می‌کند و می‌گوید: «چگونه شاگردی هستی؟» جوان می‌گوید: «من در پشت خانه نایب اسدالله می‌نشینم و از پشت دیوار به صدای ساز او گوش می‌کنم. بعد از آن اینجا تمرین می‌کنم.»
مرد لبخندی می‌زند و می‌گوید: «از این پس از پشت دیوار گوش نکن، به خانه‌ام بیا! من نایب اسدالله‌ام… .»
آن جوان که بعدها به یکی از بزرگان نی نواز ایران بدل شد، «حسین یاوری» نام داشت. نقل است که نایب اسدالله به دلیل کهولت سن، یاوری را به یکی از شاگردان زبده‌اش، مهدی نوایی سپرده است.

## شاگردان
نایب‌اسدالله دو شاگرد برجسته داشته‌است عبدالخالق اصفهانی که از وی زیاد یاد نشده است و دیگری مهدی نوایی که شهرت بسیاری در نی‌نوازی داشت. حسین یاوری و حسن کسائی از شاگردان برجسته وی بودند.

## درگذشت
تاریخ درگذشت نایب اسدالله اصفهانی به دقت ثبت نشده است، اما یکی از نوادگانش به نام عباسعلی مظفری می‌گوید در گورستان تخت فولاد اصفهان روبروی آرامگاه فیض کاشانی در کنار یک دیوار به خاک سپرده شده‌است. حسن کسائی خود را نوهٔ نی نایب اسدالله می‌داند.